# Церква Різдва Івана Хрестителя (Гори-Стрийовецькі)
Церква Різдва Івана Хрестителя в Горах-Стрийовецьких — парафія і храм греко-католицької громади Збаразького деканату Тернопільсько-Зборівської архієпархії Української греко-католицької церкви в селі Гори-Стрийовецькі Тернопільського району Тернопільської области.

## Історія церкви
У 1929 році кілька літніх жителів села залишили гроші у своїх заповітах на побудову каплиці, але сума виявилася достатньою для зведення повноцінної церкви, будівництво якої завершилося у 1936 році. При храмі була дзвіниця з трьома дзвонами, один з яких, завдяки селянину Олексі Ходачку, вдалося врятувати від німецьких окупантів під час Другої світової війни.
Парафіянами цієї церкви також були мешканці с. Максимівка. Після війни до села прибуло багато переселенців із Польщі, які привезли із собою та передали церкві цінні церковні речі, зокрема фелони, образи та Євангеліє. З кінця 1946 року і до середини 1991 року парафія перебувала в складі РПЦ, але 25 серпня 1991 року повернулася в лоно УГКЦ.
У травні 1999 року парафіяни розпочали капітальний ремонт храму, який очолив старший брат Мирослав Гасай. Після завершення робіт у 2005 році церкву освятив єпископ Василій Семенюк. Біля храму розташований парафіяльний дім.

## Парохи
- о. Віктор Лапічак,
- о. Григорій Єднарович (25 серпня 1991 — квітень 1995)[джерело?],
- о. Василь Повшок (1995—2022)[джерело?],
- о. Олександр Фарилюк (з 14 серпня 2022)[джерело?].